# Liste von Fernstraßen in Mexiko
Die Zeitschrift El Universal stellte 2018 nach Angaben des mexikanischen Secretaría de Comunicaciones y Transportes (deutsch Ministerium für Kommunikation und Verkehr) die sechs wichtigsten Fernstraßen zusammen:
- Straße Mexiko-Stadt – Puebla (MEX 150D, 130 km, 48.500 Autos täglich)
- Straße Mexiko-Stadt – Querétaro (MEX 57D, 260 km)
- Straße Mexiko-Stadt – Acapulco (MEX 95D, 367 km, „Autopista del Sol“)
- Straße Mexiko-Stadt – Nogales (MEX 15D, 2378 km, führt durch sieben mexikanische Staaten)
- Straße Mexiko-Stadt – Cuernavaca
- Panamericana (1920 km)